# The Political Compass
The Political Compass és un lloc web que utilitza respostes a un conjunt de 62 proposicions per avaluar la ideologia política en un espectre polític amb dos eixos: econòmica (esquerra-dreta) i social (autoritari-llibertari).

## Lloc web
El lloc web no revela les persones que hi ha darrere, tot i que tot indica que està fundada al Regne Unit. A la part inferior de qualsevol pàgina del lloc web, s'indica que els drets d'autor de "The Political Compass", que es reclama com a marca registrada, pertanyen a una organització anomenada Pace News Limited. Pace News Limited és una empresa registrada a Nova Zelanda el director de la qual és el periodista polític Wayne Brittenden. Segons The New York Times, el lloc és obra de Brittenden.
Segons Tom Utley, escrivint a The Daily Telegraph, el lloc està connectat a One World Action, una organització benèfica fundada per Glenys Kinnock. Una primera versió del lloc es va publicar al servidor web de One World Action.

## Model polític

Bruíxola o espectre polític en català que segueix els principis del lloc web «Political Compass».

La teoria subjacent del model polític utilitzada per "The Political Compass" és que la ideologia política es pot mesurar millor en dos eixos separats i independents. L'eix econòmic (esquerra-dreta) mesura l'opinió d'un sobre com s'ha de dirigir l'economia: "esquerra" es defineix com el desig que l'economia sigui dirigida per una agència col·lectiva cooperativa, que pot significar l'estat però també una xarxa de comunes, mentre que "dret" es defineix com el desig que l'economia es deixi a les mans d'individus i organitzacions competidores.
L'altre eix (autoritari-llibertari) mesura les pròpies opinions polítiques en un sentit social, pel que fa a la quantitat de llibertat personal que es permetria: "Llibertarisme" es defineix com la creença que la llibertat personal s'ha de maximitzar, mentre que "autoritarisme" es defineix com la creença que s'ha d'obeir l'autoritat. Això fa possible dividir les persones en quatre quadrants: esquerra autoritària (marcada amb vermell i col·locada a la part superior esquerra), dreta autoritària (blau a la part superior dreta), dreta llibertària (groc o morat a la part inferior dreta) i esquerra llibertària. (verd a la part inferior esquerra). Els responsables d'aquesta brúixola política diuen que els quadrants "no són categories separades, sinó regions en un continu".

## Crítiques i models alternatius
Existeixen altres models multi-eix de pensament polític i alguns es basen en eixos similars a "The Political Compass", el més famós (Taula de Nolan), desenvolupat pel llibertari nord-americà, David Nolan. Un gràfic similar va aparèixer l'any 1970 a The Floodgates of Anarchy d'Albert Meltzer i Stuart Christie i l'any 1968 al Rampart Journal of Individualist Thought de Maurice C. Bryson i William R. McDill. Altres proves polítiques en línia també utilitzen els mateixos dos eixos per millorar l'espectre polític més primitiu d'esquerra-dreta, com ara iSideWith.com. També hi ha molts altres llocs web similars que tenen una brúixola però amb algoritmes diferents, com ara Sapply i Spekd.
El lloc web no explica el seu sistema de puntuació.
L'any 2020, un usuari de Reddit va trencar la fórmula interna del sistema de puntuació al subreddit r/neoliberal. Diversos escriptors, entre ells Tom Utley i Brian Patrick Mitchell, han criticat la seva validesa.